# Hyper Music/Feeling Good
Hyper Musik / Feeling Good är den nionde singeln av engelska rockgruppen Muse, och den fjärde från deras andra album, Origin of Symmetry. 
Singeln är egentligen två singlar. Hyper Music är skriven av sångaren Matthew Bellamy och Feeling Good är skriven av Leslie Bricusse och Anthony Newley för musikalen The Roar of the Greasepaint - The Smell of the Crowd från 1965. Nina Simone's version av denna låten var tydligen Matthew's mammas favoritlåt och det var därför han bestämde sig för att göra en cover av den.
En mjukare, akustisk version av "Hyper Music" med en tystare gitarr bit och en återkommande tangentbord pjäs spelades in under titeln "Hyper Chondriac Music" och kan höras på den andra "B-sid'-skivan från 2002 albumet Hullabaloo Soundtrack.
"Feeling Good" rankades som den femte bästa covern i en omröstning av Total Guitar under 2008.